# Stazione di Barbusi
Stazione di Barbusi 2011-ben bezárt vasútállomás Olaszországban, Szardínia régióban, Carbonia településen.

## Vasútvonalak
Az állomást az alábbi vasútvonalak érintették:
- Villamassargia–Carbonia vasútvonal

## Kapcsolódó állomások
A vasútállomáshoz az alábbi állomások vannak a legközelebb: 
- Stazione di Monte Arcau
- Stazione di Carbonia Stato